# Carl Bischoff (Politiker)
Carl Hugo Bischoff (* 1835; † 1. Juni 1900 in Leobschütz, Oberschlesien) war ein deutscher Verwaltungsjurist und Parlamentarier.

## Leben
Bischoff studierte an der Schlesischen Friedrich-Wilhelms-Universität Rechtswissenschaft. Am 1. Dezember 1854 wurde er im Corps Lusatia Breslau aktiv. Am 21. April 1856 wurde er inaktiviert. Nach den Examen trat er in den preußischen Staatsdienst. 1869 wurde er zum Landrat des Kreises Groß Strehlitz ernannt. Im September 1874 wurde er als Landrat in den Kreis Buk versetzt. Bereits zwei Monate später wurde er Landrat des Landkreis Leobschütz, wo er das Amt bis 1898 innehatte. Mit dem Charakter (Titel) Geheimer Regierungsrat trat er in den Ruhestand.
Durch eine Nachwahl im Wahlkreis Oppeln 3 (Groß Strehlitz, Lublinitz) war Bischoff 1874–1876 Mitglied des Preußischen Abgeordnetenhauses. Er gehörte der Fraktion der Freikonservativen Partei an. Er ist Vater des Offiziers Josef Bischoff.